# Klepalî, Burîn
Klepalî (în ucraineană Клепали) este localitatea de reședință a comunei Klepalî din raionul Burîn, regiunea Sumî, Ucraina.

## Demografie
Componența lingvistică a localității Klepalî
     Ucraineană (96,06%)
     Rusă (3,38%)
     Alte limbi (0,28%)
Conform recensământului din 2001, majoritatea populației localității Klepalî era vorbitoare de ucraineană (96,06%), existând în minoritate și vorbitori de rusă (3,38%).